# Beehive Geyser
Beehive Geyser is een conusgeiser in het Upper Geyser Basin van Yellowstone National Park.
Naast de conus van Beehive Geyser is nog een andere geiser gesitueerd: Beehive's Indicator. Beehive's Indicator is ook een conusgeiser.

## Beehive Geyser
Beehive Geyser is de grootste geiser van de twee en kan een hoogte van 45 tot 60 meter tijdens een uitbarsting bereiken. De conus van de geiser is ongeveer 1,2 meter hoog.

### Uitbarsting
Voor een uitbarsting kunnen er kleine waterspetters uit de opening van Beehive Geyser komen. Deze waterspetters geven echter niet aan dat een uitbarsting nadert. Wanneer er wél een uitbarsting aanstaande is, worden de waterspetters heftiger en uiteindelijk zal een van deze waterspetters een uitbarsting starten.
Een uitbarsting van Beehive Geyser duurt ongeveer vijf minuten en kan een hoogte van 45 tot 60 meter bereiken. Tijdens de uitbarsting blijft de hoogte van de waterstraal ongeveer hetzelfde en gaat alleen op het einde naar beneden. Na de uitbarsting volgt een korte stoomfase.

### Frequentie
De tijd tussen twee uitbarsting varieert per seizoen. In de winter is de tijd tussen twee uitbarsting onregelmatig. In de zomer zijn uitbarsting wat voorspelbaarder. Het kan ook voorkomen dat de geiser onregelmatig of inactief is. Tijdens die periode kan de tijd tussen twee uitbarstingen variëren van een dag tot weken tot maanden. Daarnaast kunnen lange uitbarstingen (30 tot meer dan 60 minuten) van Beehive's Indicator ervoor zorgen dat Beehive Geyser niet uitbarst.

### Verbindingen met andere geisers
Beehive Geyser heeft verbindingen met zijn indicatorgeisers. Deze geisers barsten voor een uitbarsting van Beehive Geyser uit.
Beehive Geyser is ook verbonden met Giantess Geyser, omdat de geiser soms na een uitbarsting van Giantess Geyser uitbarst.
Waarschijnlijk bestaat er ook een verbinding tussen Beehive Geyser en Cascade Geyser, omdat Beehive Geyser tijdens sommige actieve periodes van Cascade Geyser onregelmatig of inactief was.

## Beehive's Indicator
Beehive's Indicator is een geiser die naast de conus van Beehive Geyser is gesitueerd.

### Uitbarsting
Een uitbarsting van Beehive's Indicator vindt meestal plaats vóór een uitbarsting van Beehive Geyser en duurt ongeveer 10 tot 25 minuten en kan een hoogte bereiken van ongeveer 3 tot 4,5 meter. Tijdens een uitbarsting van Beehive Geyser gaat Beehive's Indicator door met uitbarsten, maar meestal is de uitbarsting al afgelopen voordat Beehive Geyser zijn uitbarsting heeft beëindigd.
Daarnaast kan het voorkomen dat Beehive's Indicator uitbarst zonder dat Beehive Geyser uitbarst na een normale interval van 14 uur of meer. Dit kan gebeuren wanneer Beehive Geyser (gedeeltelijk) inactief is. Deze uitbarstingen zijn langer, met een duur tussen de 30 tot meer dan 60 minuten. Daarnaast kan het voorkomen dat er een uitbarsting is wanneer de interval van Beehive Geyser ongeveer halverwege is (meestal rond de 8 tot 9 uur sinds de laatste uitbarsting). Als er dan een uitbarsting van Beehive's Indicator is, is deze kort en heeft niet veel kracht. Zo'n uitbarsting wordt ook wel een 'mid-cycle indicator' genoemd.
Het komt weleens voor dat Beehive Geyser uitbarst zonder een uitbarsting van Beehive's Indicator.

### Andere indicatorgeisers
Naast de bovengenoemde Beehive's Indicator, heeft Beehive Geyser nog twee andere indicatorgeisers: Beehive's Close to Cone Indicator en de West Bubblers.
Beehive's Close to Cone Indicator is meestal actief wanneer Beehive Geyser een tijd tussen twee uitbarstingen heeft die een aantal dagen of langer zijn.
De West Bubblers komen een aantal uur voordat Beehive Geyser uitbarst, tot uitbarsting. De hoogte van de West Bubblers is een paar centimeter.

## Geschiedenis
De geiser kreeg de naam 'Beehive' tijdens de Washburn–Langford–Doane expeditie in 1870. Volgens de expeditieleden leek de conus van de geiser op een bijenkorf.
Tussen de vroege jaren 70 en 2005 had de geiser regelmatig uitbarstingen, totdat tussen 2005 en 2008 de geiser onregelmatig tot inactief werd. Beehive Geyser komt op dit moment (2016) regelmatig tot uitbarsting.